# Georg Paul Busch
Georg Paul Busch (* um 1682; † 21. Oktober 1759 in Berlin) war ein deutscher Kupferstecher.
Georg Paul Busch war ein Schüler von Constantin Friedrich Blesendorf. 1712 wurde er erstmals als Kupferstecher im Berliner Adresskalender erwähnt. Er wurde erfolgreich und auch bei Hof bekannt, obwohl er „eine Menge schlechter Bildnisse gestochen hat“. Zu seinen herausragenden Schülern gehörten die berühmten Kupferstecher Georg Friedrich Schmidt und Christian Benjamin Glassbach. Vermutlich hat auch Johann David Schleuen bei ihm gelernt. Busch schuf ein umfangreiches Werk. Das Verzeichnis seiner Stiche umfasst 119 Blätter, darunter 94 Porträts und 12 zeitgenössische Historienszenen. Sein Erfolg beruhte wohl auch auf dem breiten, auch auf tägliche Bedürfnisse angelegten Programm seiner Werkstatt. So lieferte er Comtoir Calender, einfache Kalender und Stiche für die Porstschen Gesangbücher. Als Stecher war er, bzw. seine Werkstatt, sehr gefragt. Er stach u. a. für Daniel Eberfelt, Eosander von Göthe, Philipp Gerlach, Samuel Theodor Gericke, Michael Andreas Hertzog und Johann Friedrich Walther.

Werkbeispiele
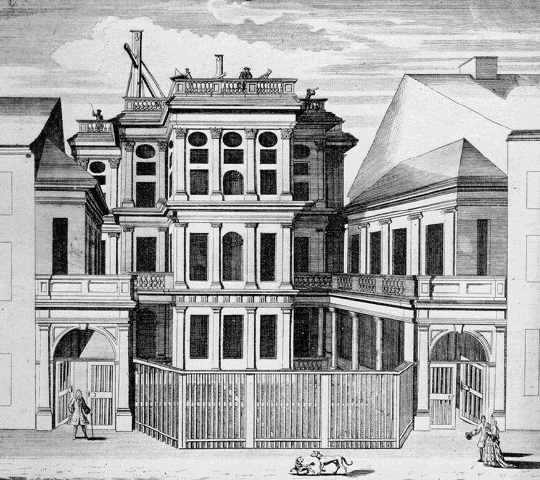
Sternwarte des Herrn von Kroseck in Berlin, 1710
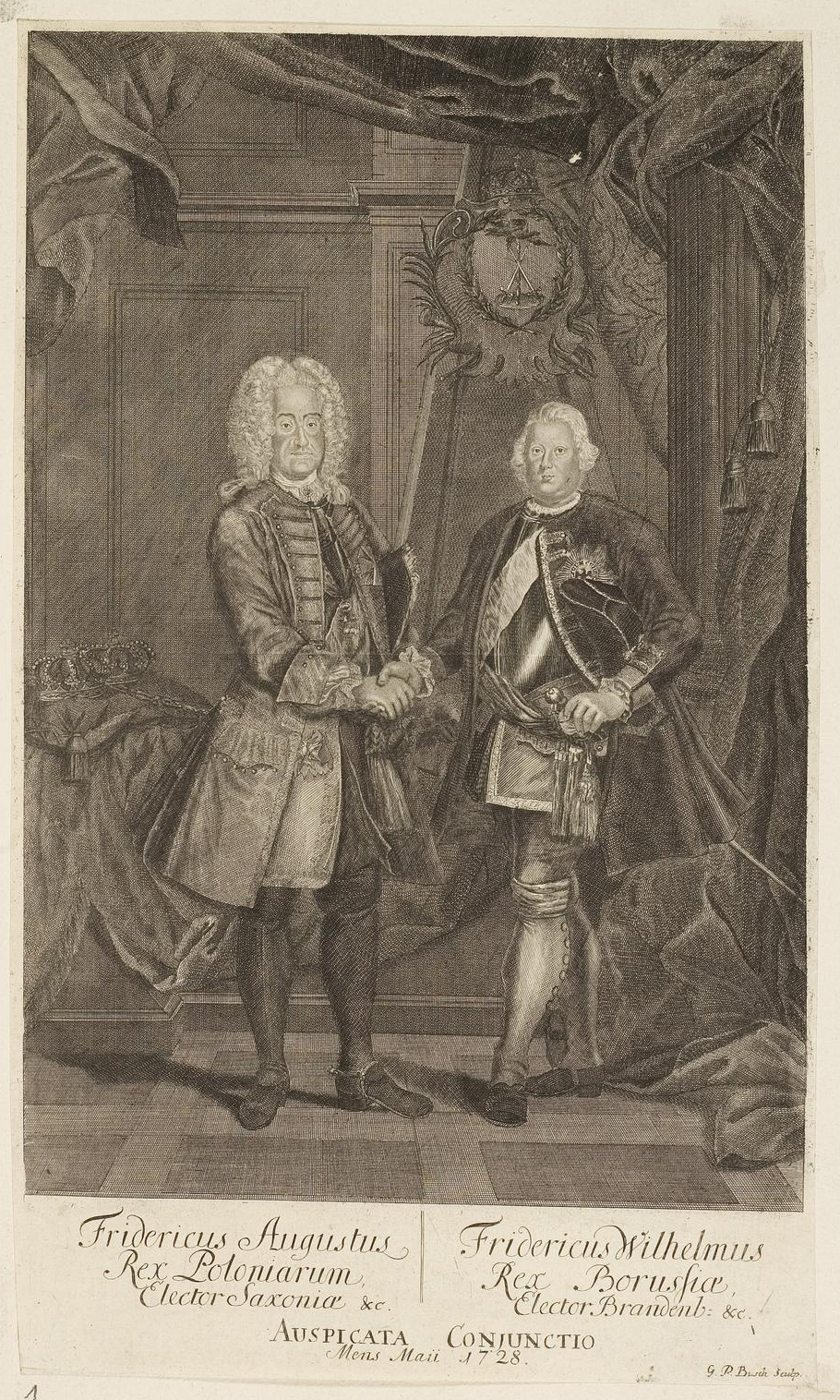
Friedrich August I. von Sachsen und Friedrich Wilhelm I. von Preußen, 1728
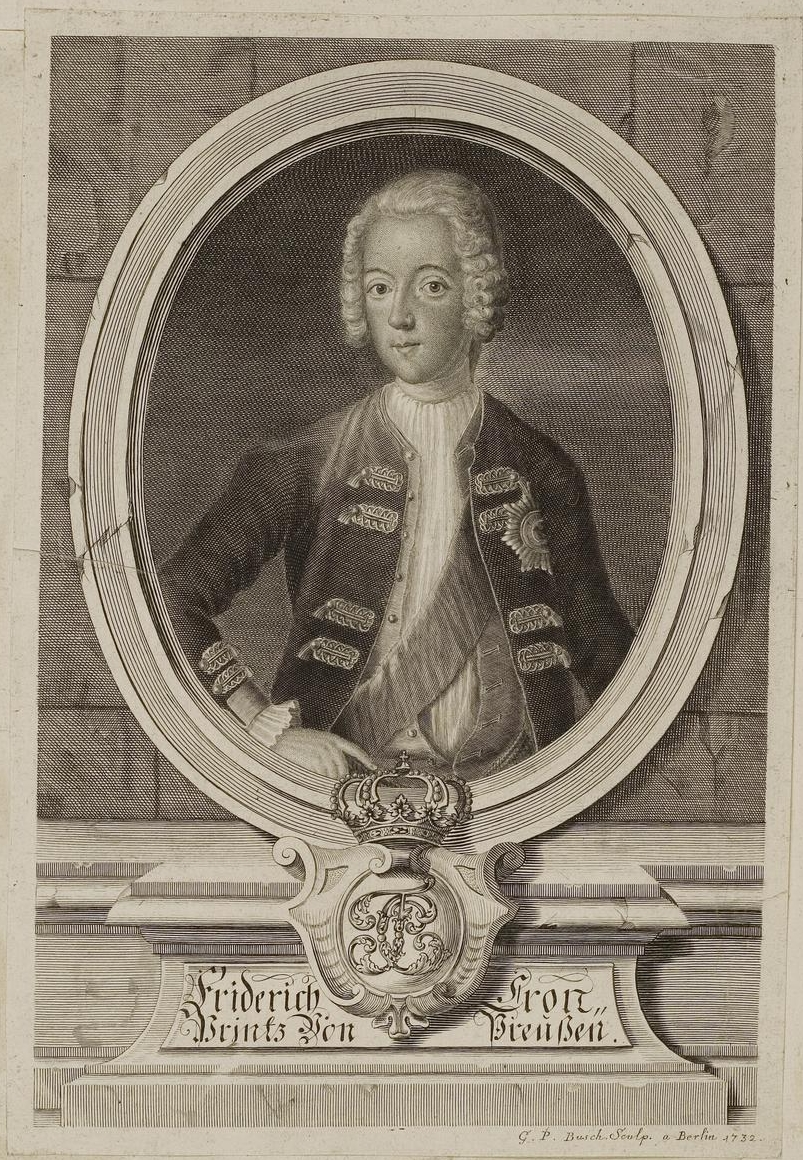
Friedrich II. von Preußen (als Kronprinz), 1731
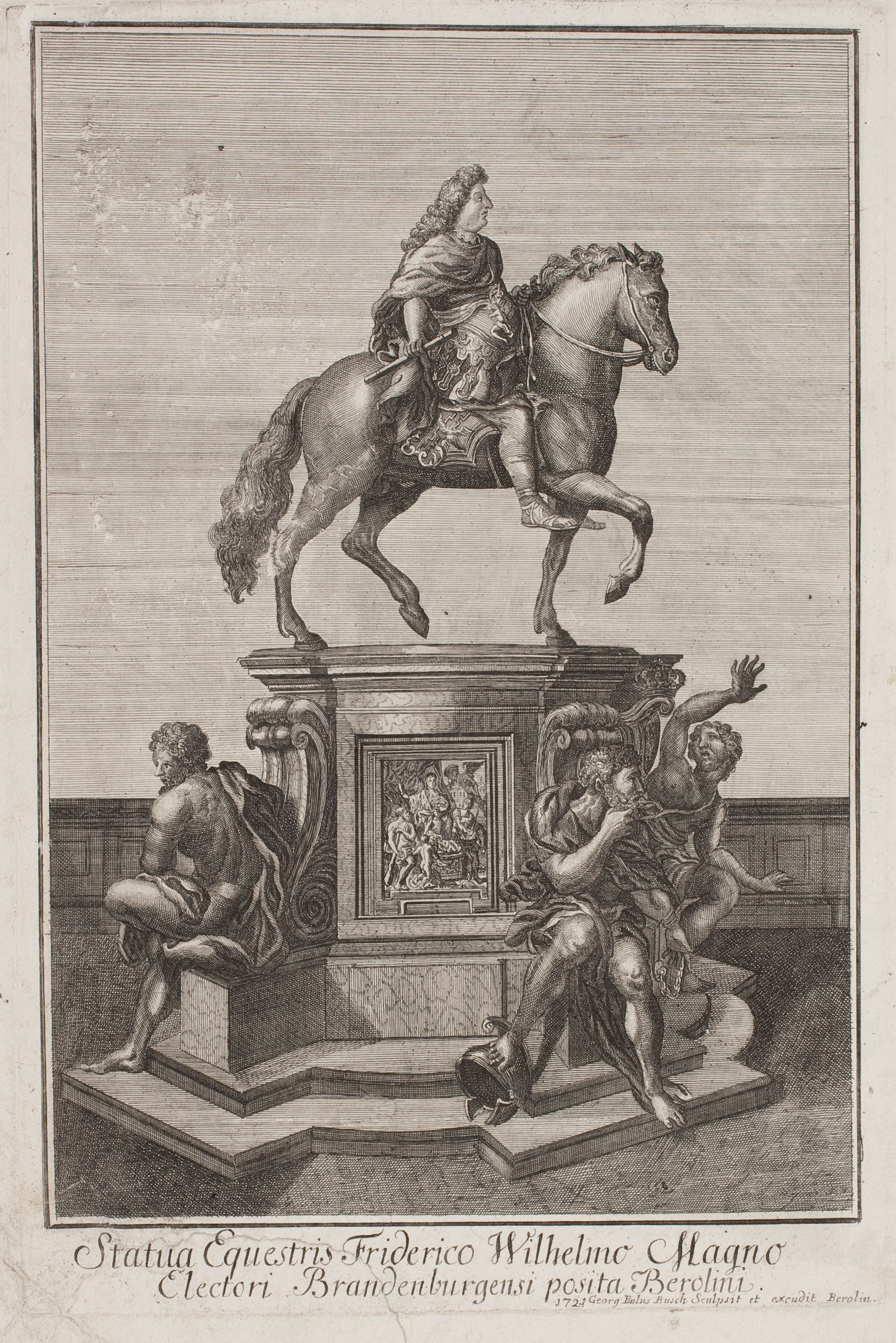
Statue des Großen Kurfürsten in Berlin, vor 1756